# Xã Cusator, Quận Stutsman, Bắc Dakota
Xã Cusator (tiếng Anh: Cusator Township) là một xã thuộc quận Stutsman, tiểu bang Bắc Dakota, Hoa Kỳ. Năm 2010, dân số của xã này là 26 người.